# Institut national d’hygiène publique (Côte d'Ivoire)
Institut national d’hygiène publique de Côte d'Ivoire (INHP) créé vers les années 1920 par la volonté de l'administration coloniale, qui a jugé necessaire de mettre en place un service de santé mobile. Nous avons le service d’hygiène chargé du milieu urbain et celui des grandes endémies chargé du monde rural.

## Historique et création
Au début des années 1920, l’Administration coloniale a mis en place le service d’hygiène mobile. En 1990, face à la résurgence des problèmes liés à l’insalubrité de l’environnement, à la réémergence de certaines maladies infectieuses endémiques et endémo- épidémiques, il s’est avéré nécessaire de redéfinir le champ d’action de l’Institut d’hygiène. La nouvelle vision de l’Institut d’Hygiène prévoyait plus d’efficacité dans l’action par la diversification des stratégies d’intervention et le renforcement des ressources (humaines, matérielles et financières). Ainsi, par le décret N° 91-656 du 09 octobre 1991, l’Institut d’hygiène est érigé en établissement public national à caractère administratif,,. 
Par ce décret, l’Institut d’hygiène acquiert une nouvelle dénomination à savoir, l’Institut National d’Hygiène Publique et est désormais placé sous la double tutelle du ministère chargé de la Santé et de celui chargé de l’Économie et des Finances. Cette dénomination vise à conférer à la structure une vocation nationale avec le rattachement des antennes d’hygiène.

## Mission
Conformément à l’article 3 du décret N° 91-656 du 09 octobre 1991, les missions qui assignées à l’INHP sont les suivantes : 
L'application de la politique sanitaire en matière d'hygiène générale, la prophylaxie et le contrôle des endémies transmissibles bactériennes, virales et parasitaires, la direction technique nationale du Programme élargi de vaccination (P.E.V) et l’exécution d’activités d’enseignements et de recherches.

## Fonctionnement
L'Institut national d'hygiène publique est dirigé par un directeur nommé par décret en conseil des ministres, sur proposition conjointe des ministres membres de la commission consultative de gestion. 
Les sous-directeurs de l'Institut national d'hygiène publique et les chefs des antennes régionales sont nommés par arrêté du ministre de la Santé et de la protection sociale sur proposition du directeur de l'Institut national d'hygiène publique.

## Organisation
L'INHP dispose de Vingt-quatre (24) antennes régionales d’hygiène publique, les antennes départementales d’hygiène publique sont au nombre de deux (02), les antennes communales d’hygiène publique au nombre de trois (03) et les postes de contrôle sanitaire aux frontières terrestres (Noé, Laleraba, Pogo), maritimes (Port autonome d’Abidjan (PAA) et Port autonome de san-pédro (PASP) et aéroportuaire (Aéroport international Félix Houphouët-Boigny),.